# Bibio crassinodus
Bibio crassinodus är en tvåvingeart som beskrevs av Yang och Guang Yu Luo 1989. Bibio crassinodus ingår i släktet Bibio och familjen hårmyggor. Inga underarter finns listade i Catalogue of Life.